# خوارزم

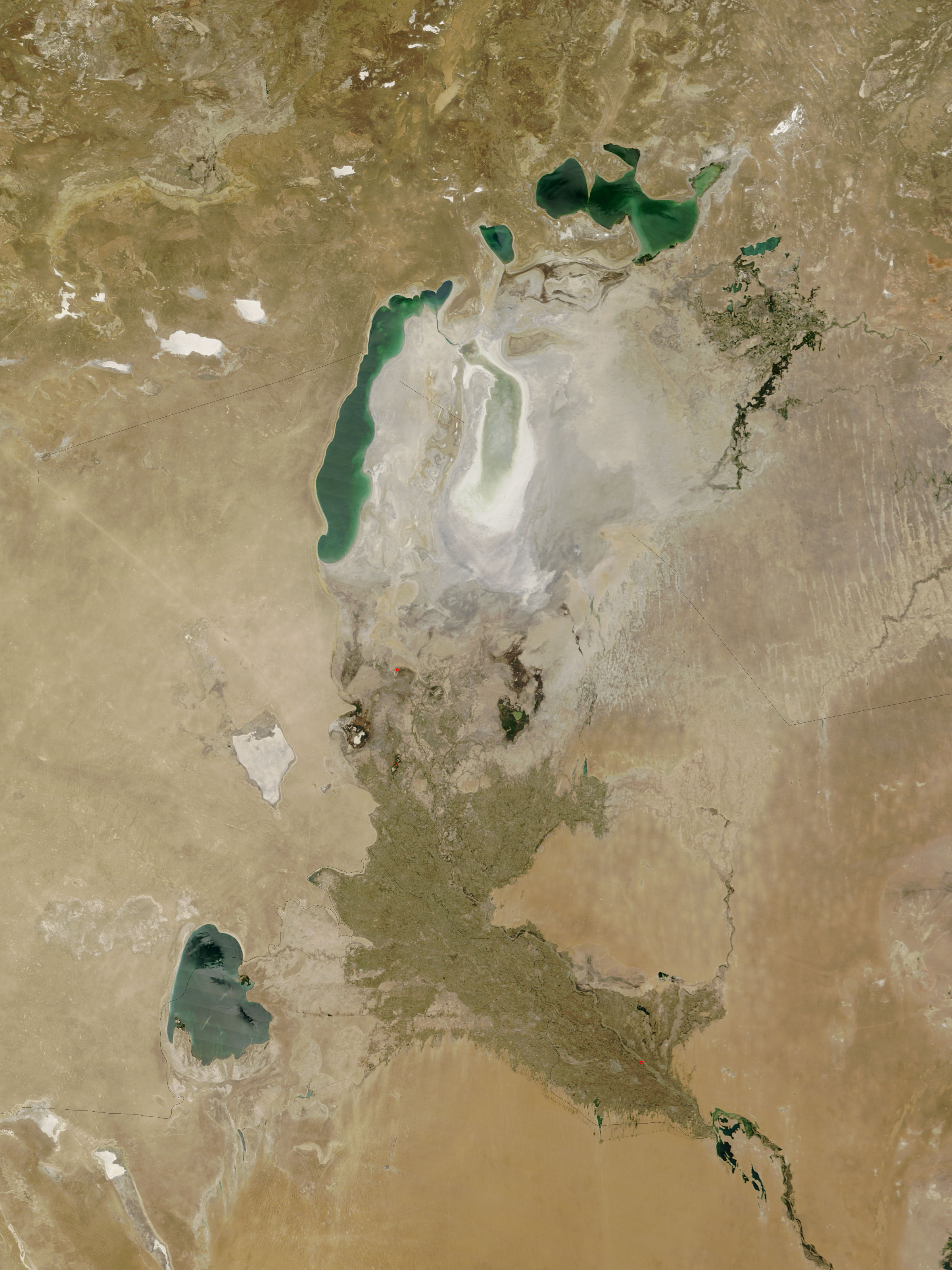

خوارزم هي واحة كبيرة تقع على دلتا نهر جيحون في غرب آسيا الوسطى، يحدها في الشمال بحر الآرال وفي الشرق صحراء قيزيل وفي الجنوب بصحراء قره قوم  وفي الشرق بهضبة استجورت.
اليوم خوارزم أجزاؤها تنتمي إلى أوزبكستان وكازاخستان وتركمانستان.

## لمحة تاريخية

### العصور الوسطى
في العصور الوسطى، آل الحكم إلى الأفريغيين ثم المأمونيين ثم الألتونتاشيين ثم الأنوشتكينيين ثم جنكيز خان والجغتائيين ثم التيموريين.

### الحقبة السوفيتية
بعد الاستيلاء البلشفي على السلطة في ثورة أكتوبر، تم إنشاء جمهورية خوارزم السوفيتية الشعبية (جمهورية قراقلبقستان الاشتراكية السوفياتية في وقت لاحق) - على أنقاض أراضي خوارزم القديمة، قبل أن يتم دمجها أخيرًا في عام 1924 في الاتحاد السوفيتي، مع تقسيم الخانات السابقة بين جمهورية تركمانستان الاشتراكية السوفيتية الجديدة، جمهورية أوزبكستان الاشتراكية السوفيتية وجمهورية قراقلبقستان الاشتراكية السوفياتية المستقلة (في البداية جزء من الجمهورية السوفيتية الاشتراكية المستقلة الكازاخستانية باعتبارها أوبلاست قراقلبق).
تمتلك المنطقة التي كانت خوارزم اليوم مزيجًا من الأوزبك ، قراقلبق، التركمان ، الطاجيك ، التتار ، والكازاخ.

## أعلام
- مجد الدين البغدادي
- النظامي العروضي
- جلال الدين منكبرتي
- السكاكي
- محمود الخوارزمي
- المطرزي
- زرادشت
- زرادشتية
- اللغه الخوارزميه
- الكيرايت
- الهياطلة
- آفار أوراسيا
- قرقل باغستان
- جبل إيمون